# Philodromus v-notatus
Philodromus v-notatus är en spindelart som beskrevs av Lodovico di Caporiacco 1947. Philodromus v-notatus ingår i släktet Philodromus och familjen snabblöparspindlar.
Artens utbredningsområde är Etiopien. Inga underarter finns listade i Catalogue of Life.